# Kanton Saint-Maixent-l'École
Saint-Maixent-l'École is een kanton van het Franse departement Deux-Sèvres. Het kanton maakt deel uit van het arrondissement Niort. Het werd opgericht bij decreet van 18 februari 2014 met uitwerking op 22 maart 2015 en met Saint-Maixent-l'École als hoofdplaats.

## Gemeenten
Het kanton omvat de volgende 13 gemeenten:
- Augé
- Azay-le-Brûlé
- La Crèche
- Exireuil
- François
- Nanteuil
- Romans
- Saint-Maixent-l'École
- Saint-Martin-de-Saint-Maixent
- Sainte-Eanne
- Sainte-Néomaye
- Saivres
- Souvigné